# Steem
Steem ist eine Kryptowährung basierend auf der gleichnamigen Blockchain, die am 24. März 2016 gestartet wurde und sich auf Social Media und dezentrale Applikationen spezialisiert hat. Steem liegt mit einer Marktkapitalisierung von ungefähr 155 Millionen US-Dollar (Stand: 12. März 2019) auf Platz 40 der Kryptowährungen mit der größten Marktkapitalisierung. Mit mehr als 1,2 Millionen Accounts und einem täglichen Volumen von über einer Million signierten Aktionen gehört Steem zu den fünf Blockchains mit der höchsten Aktivität weltweit. (Stand 13. März 2019)

## Geschichte
Die Steem-Blockchain wurde von Ned Scott, dem aktuellen Präsidenten der Firma Steemit, gemeinsam mit Dan Larimer, einem erfahrenen Programmierer im Bereich von Kryptowährungen, gegründet. Nachdem sich die beiden im Januar 2016 das erste Mal persönlich getroffen hatten, wurde die Blockchain Ende März 2016 gestartet.
Am 14. März 2017 legte Dan Larimer seine Rolle als CTO der Firma Steemit nieder und beendete damit auch seine Mitarbeit an der Entwicklung von Steem, um sich ganz seinem Nachfolgeprojekt EOS zu widmen.
Ende Januar 2018 erreichte die Kryptowährung Steem in einem von der renommierten amerikanischen Finanzbewertungsagentur "Weiss Ratings" veröffentlichten Bericht als eine von wenigen Kryptowährungen die gute Bewertung "B-". Steem wurde in diesem Bericht eine gute Mischung aus Stärken in allen wesentlichen Bereichen sowie der zusätzlichen sozialen Komponente attestiert.

## Technisches
Im Gegensatz zu den bekanntesten Kryptowährungen Bitcoin und Ethereum basiert Steem nicht auf der Methode „Proof of Work“, sondern auf einer Technologie, die sich „Delegated Proof of Stake“ nennt und unter anderem auch bei den verwandten Kryptowährungen EOS und Bitshares verwendet wird. Die Blockproduktion der Steem-Blockchain findet durch sogenannte „Witnesses“ statt, welche von den Usern der Blockchain selbst gewählt werden können. Durch die Wahl dieses Verfahrens werden eine im Vergleich zu anderen Blockchains sehr niedrige Blockzeit von drei Sekunden sowie gebührenfreie Transaktionen zwischen einzelnen Accounts ermöglicht.

## Anwendungen
Zeitgleich mit dem Start von Steem wurde die erste auf dieser Blockchain basierende Anwendung, Steemit, veröffentlicht. Hierbei handelt es sich um ein dezentrales sowie zensur-resistentes soziales Netzwerk, welches seine User für das Erstellen von Inhalten mit dem Erhalt der Kryptowährung Steem belohnt. Ned Scott, der damalige CEO von Steemit, bekräftigte in einem Interview jedoch, dass die Plattform Steemit nur eine von vielen Anwendungen auf der Steem-Blockchain sein soll.
2017 wurden etliche auf der Steem-Blockchain basierende dezentrale Applikationen, kurz DApps, veröffentlicht. Einer der ersten und bekanntesten dieser Anwendungen ist die dezentrale Videoplattform DTube. Im selben Jahr wurde mit Utopian Colony eine Plattform für Entwickler und Programmierer veröffentlicht, welche es sich zum Ziel gemacht hat, die Steem-Blockchain als Unterstützungsmöglichkeit für die Entwicklung von Open-Source-Projekten zu nutzen.
Ein Jahr später wurde mit Steem Monsters ein auf der Steem-Blockchain basierendes Sammelkartenspiel vorgestellt. Nach einer mit über 88.000 $ abgeschlossenen Kampagne auf Kickstarter wurde das Spiel kontinuierlich weiterentwickelt und wird täglich von Tausenden Usern (Stand: März 2019) gespielt.
2018 wurde APPICS der Steemit Community vorgestellt. Ein soziales Netzwerk ähnlich wie Instagram, dass Benutzern ermöglicht Bilder und Videos zu teilen. Ebenfalls wie auf Steemit kann man Beiträge mit Abstimmungen bewerten und in der plattform-eigenen Kryptowährung APX vergüten. Der Duale-Blockchain Token APX wurde von APPICS mit Hilfe von Steem-Engine & EOS entwickelt und kann auf Steem-Engine.com mit Steem und auf NewDex mit EOS gekauft werden. Der APX Token kann sich auf der EOS Blockchain befinden oder auf der Steem Blockchain. APPICS befindet sich derzeit (Stand: März 2020) noch in der Beta Phase. Jeder Steemit User kann sich mit seinem Benutzernamen und Posting Key/Active Key anmelden. Nach dem ersten Log-In wird man offiziell zum APPICS User. Laut einer Seite von Steem-Engine.rocks gibt es momentan 3265 Konten, die als User für APPICS zählen. Laut unbestätigten Quellen hat APPICS ungefähr 5000 User. Die Auszahlung für APPICS Benutzer fällt anders aus als auf Steemit, 65 % der Belohnung geht an den Benutzer, 25 % teilen sich die Wähler und 10 % geht an die Plattform.
Es sind ca. 44 % aller User der Blockchain aktive Nutzer dezentraler Applikationen (DAPPS).